# Venus (utwór Lady Gagi)
Venus – pierwszy singel promocyjny amerykańskiej wokalistki Lady Gagi, do albumu ARTPOP, który został wydany 28 października 2013 roku przez Interscope na iTunes. Został zapowiedziany 10 października 2013 roku na Twitterze jako drugi oficjalny singel zanim został pierwszym singlem priomocyjnym. „Venus” rozpocznie muzyczną „trylogię”, nie powiązaną jednak z historią z „Paparazzi”. Teledysk miał być nakręcony przez Ruth Hogben, która już wcześniej współpracowała z Lady Gagą przy min. jej trasie koncertowej The Monster Ball Tour.

## Tło
Początkowo piosenka miała zostać oficjalnym singlem, lecz mimo sukcesu jaki odniosła piosenka Do What U Want (miejsce pierwsze w ponad 70 krajach), wytwórnia postanowiła zmienić zdanie i tym samym utwór Venus został pierwszym singlem promocyjnym.

## Występy na żywo
Pierwszy raz piosenka została wykonana w brytyjskim programie X-Factor razem z piosenką Do What U Want. Następnie zaśpiewano ją w programie The Graham Norton Show 30 października. 10 listopada 2013 roku piosenkę wykonano na koncercie artRave. 2 grudnia wokalistka wystąpiła w popularnym japońskim programie SMAP x SMAP. Piosenkę wykonywano podczas trasy koncertowej artRave: The Artpop Ball (2014).

## Lista utworów
- Digital download[9]

1. „Venus” – 3:54

## Pozycje na listach
| Lista(2013)                               | Pozycja |
| ----------------------------------------- | ------- |
| Australia (ARIA)                          | 31      |
| Austria (Ö3 Austria Top 40)               | 36      |
| Dania (Tracklisten)                       | 23      |
| Finlandia (Suomen virallinen latauslista) | 3       |
| Francja (SNEP)                            | 9       |
| Grecja (Billboard)                        | 2       |
| Hiszpania (PROMUSICAE)                    | 1       |
| Irlandia (IRMA)                           | 13      |
| Japonia (Billboard Japan Hot 100)         | 37      |
| Kanada (Canadian Hot 100)                 | 19      |
| Niemcy (Media Control AG)                 | 30      |
| Nowa Zelandia (Recorded Music NZ)         | 20      |
| Portugalia (Billboard)                    | 31      |
| Stany Zjednoczone (Billboard Hot 100)     | 32      |
| Szwecja (DigiListan)                      | 7       |
| Szwajcaria (Schweizer Hitparade)          | 18      |
| Wielka Brytania (Official Charts Company) | 76      |
| Węgry (Single Top 20)                     | 1       |
| Włochy (FIMI)                             | 7       |

## Historia wydania
| Kraj              | Data                 | Format           | Wytwórnia              |
| ----------------- | -------------------- | ---------------- | ---------------------- |
| Stany Zjednoczone | 28 października 2013 | Digital download | Streamline, Interscope |